# Dalatklauwiertimalia
De dalatklauwiertimalia (Pteruthius aeralatus annamensis ) is een endemische ondersoort van zangvogel uit het geslacht Pteruthius en de familie vireo's (Vireonidae). Het is geen timalia maar een verwante van zangvogels die voornamelijk in de Nieuwe Wereld voorkomen.
De vogel werd in 1919 geldig als ondersoort beschreven door Herbert C.Robinson en C. Boden Kloss. De vogel wordt ook wel als aparte soort beschouwd.

## Verspreiding en leefgebied
De dalatklauwiertimalia is een vogel van half open altijd groenblijvende heuvellandbossen. De vogel komt alleen voor op de hooglanden van Đà Lạt in Vietnam.